# Rina Aiuchi
Rina Aiuchi (愛内里菜, Aiuchi Rina) és una cantant japonesa nascuda el 31 de juliol de 1980 a Osaka. Pertany al segell discogràfic GIZA studio. Escriu les lletres de les seves cançons i ara s'autoprodueix. Rina va debutar el 23 de març de 2000 amb el senzill "Close To Your Heart". Després de poc més de 10 anys de carrera musical, el dia 31 de juliol de 2010 es va fer públic que s'havia de retirar del món de l'espectacle per problemes de salut.

## Informació personal
- Nom Real: Aiuchi Rina (愛内里菜, Aiuchi Rina)
- Data de Naixement: 31 de juliol de 1980
- Lloc de Naixement: Osaka, Japó
- Altura: 1,58
- Grup sanguini: A
- Artistes Favorites: Brigitte Bardot, Madonna, Minnie Riperton, Britney Spears

## Senzills
- Close To Your Heart (23 de març de 2000)
- It's crazy for you (31 de maig de 2000)
- Ohh! Paradise Taste!! (26 de juliol de 2000)
- 恋はスリル、ショック、サスペンス (Koi wa Thrill, Shock, Suspense) (25 d'octubre de 2000)
- FAITH (11 d'abril de 2001)
- Run up (27 de juny de 2001)
- NAVY BLUE (3 d'octubre de 2001)
- Forever You ～永遠に君と～ (Forever You ~eien ni kimi to~) (14 de febrer de 2002)
- I can't stop my love for you♥ (10 d'abril de 2002)
- Sincerely Yours / Can you feel the POWER OF WORDS? (1 d'agost de 2002)
- Deep Freeze (20 de novembre de 2002)
- 風のない海で抱きしめて (Kaze no Nai Umi de Dakishimete) (15 de gener de 2003)
- FULL JUMP (14 de maig de 2003)
- Over Shine (30 de juliol de 2003)
- 空気 (Kuuki) (15 d'octubre de 2003)
- Dream × Dream (28 d'abril de 2004)
- START (26 de maig de 2004)
- Boom-Boom-Boom (20 d'octubre de 2004)
- 赤く熱い鼓動 (Akaku Atsui Kodou) (4 de maig de 2005)
- ORANGE★NIGHT (2 de novembre de 2005)
- GLORIOUS / PRECIOUS PLACE (29 de març de 2006)
- MIRACLE (3 de maig de 2006)
- 薔薇が咲く　薔薇が散る (Bara ga Saku Bara ga Chiru) (1 de gener de 2007)
- Mint (15 d'agost de 2007)
- 眠れぬ夜に/PARTY TIME PARTY UP (Nemurenu Yo ni/PARTY TIME PARTY UP) (19 de desembre de 2007)
- I believe you ～愛の花～ (I believe you ~ai no hana~) (7 de maig de 2008)
- 君との出逢い ～good bye my days～ (Kimi to no deai ~good bye my days~) (15 d'octubre de 2008)
- Friend/素顔のまま (Friend/Sugao no Mama) (17 de desembre de 2008)
- アイノコトバ (Ai no Kotoba) (11 de febrer de 2009)
- STORY/SUMMER LIGHT (22 de juliol de 2009)
- MAGIC (21 d'octubre de 2009)
- HANABI (28 de juliol de 2010)

## Senzills digitals
- GOOD DAYS (14 d'abril de 2010)
- Sing a Song (26 de maig de 2010)
- C・LOVE・R (23 de juny de 2010

## Àlbums
- Be Happy (24 de gener de 2001)
- POWER OF WORDS (15 de maig de 2002)
- RINA AIUCHI REMIXES Cool City Production vol.5 (30 de juliol de 2003)
- A.I.R (15 d'octubre de 2003)
- Single Collection (17 de desembre de 2003)
- PLAYGIRL (15 de desembre de 2004)
- DELIGHT (31 de maig de 2006)
- TRIP (21 de maig de 2008)
- THANX (25 de març de 2009)
- ALL SINGLES BEST ～THANX 10th ANNIVERSARY～ (16 de desembre de 2009)
- COLORS (24 de març de 2010)
- LAST SCENE (15 de setembre de 2010)